# Сьохо (авіаносець)
Сьохо (яп. 祥鳳) — японський легкий авіаносець класу «Дзуйхо» часів Другої світової війни.

## Конструкція
Корабель початково був закладений як швидкохідний танкер «Цуругізакі». Пізніше переобладнаний на плавучу базу підводних човнів і в 1939—1940 роках перебував у складі об'єднаного флоту. Роботи з перетворення в авіаносець почались в грудні 1940 року, після того, як була закінчена перебудова однотипного корабля «Такасакі» в авіаносець «Дзуйхо». В січні 1942 року роботи були завершені, корабель отримав назву «Сьохо».

## Бойове застосування
«Сьохо» вперше взяв участь у бойових діях навесні 1942 року, коли він прикривав вторгнення в Порт-Морсбі у складі сил забезпечення під командуванням контрадмірала Арітамо Гото. Ця операція японців призвела до битви у Кораловому морі, першої битви в історії, де авіаносці боролись один проти одного.

### Битва в Кораловому морі
6 травня 1942 року «Сьохо» йшов до Порт-Морсбі, коли був помічений чотирма бомбардувальниками B-17 за 100 км на південь від Бугенвіля. Літаки намагались розбомбити авіаносець, проте завдали йому лише незначних пошкоджень.

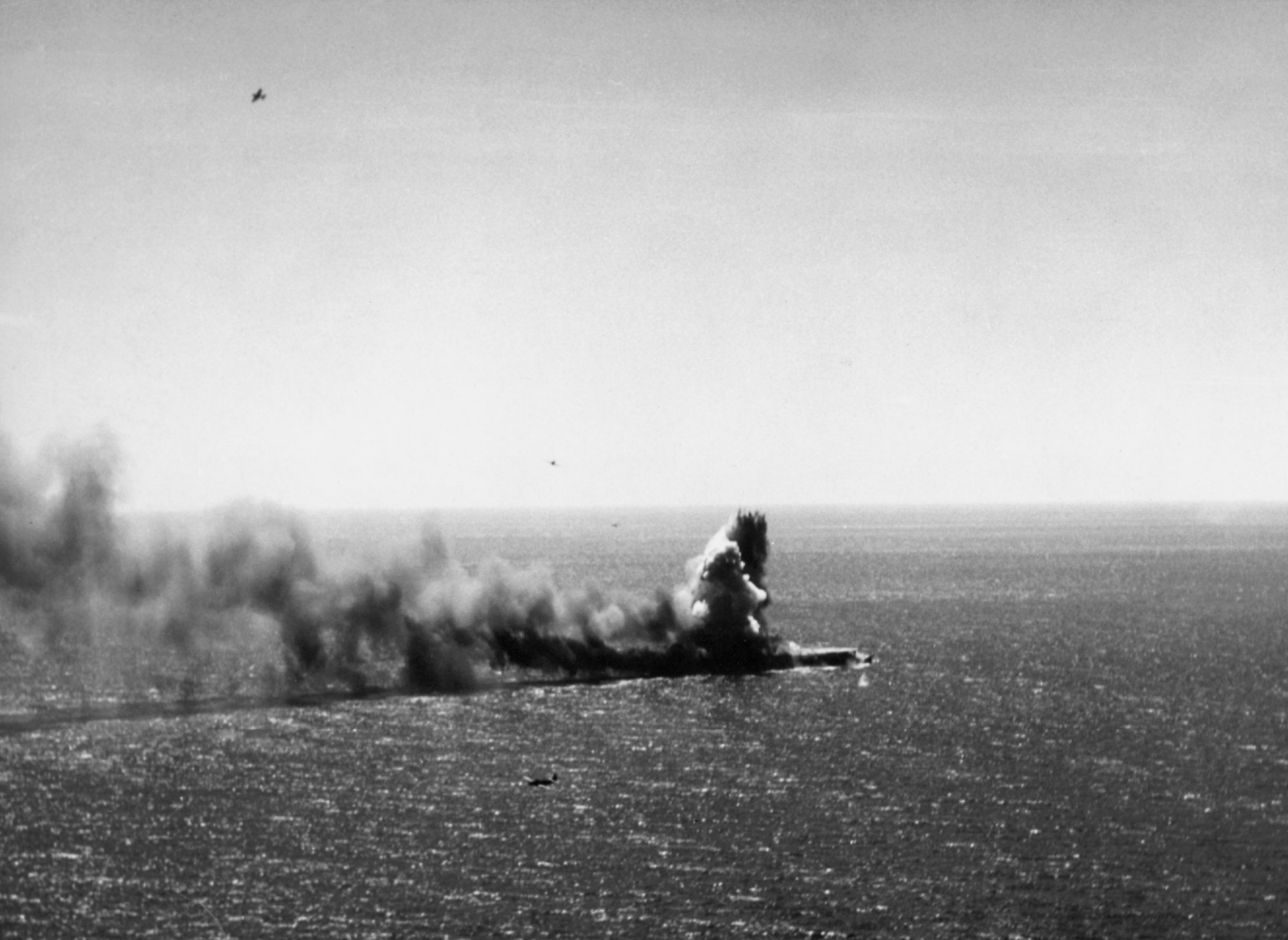
Вибух 454-кг бомби на палубі авіаносця «Сьохо» 7 травня 1942 року

Противники не мали точних даних про розташування одне одного, і наступного ранку адмірал Такагі підняв у повітря літаки-розвідники, намагаючись знайти американські авіаносці. О 7:30 вони повідомили, що помітили авіаносець та крейсер. Авіагрупи «Сьокаку» та «Дзуйкаку» були негайно підняті в повітря, щоб завдати удару. «Оперативна група» насправді виявилась американським танкером «Неошо» та есмінцем «Сімс», що супроводжував його. Завдяки цій помилці 17-та оперативна група ВМС США отримала змогу вистежити групу авіаносця «Сьохо».
Літаки авіаносця «Сьохо» дістали наказ здійснити наліт на американські авіаносці, і коли о 9:50 літаки з «Лексінгтона» помітили «Сьохо», він якраз розвертався проти вітру. Перший удар не завдав пошкоджень авіаносцю, але вибух бомби поряд з авіаносцем змів з палуби п'ять літаків. О 10:25 прибула друга ударна група літаків, цього разу з авіаносця «Йорктаун». Незважаючи на вогонь зенітної артилерії кораблів, що супроводжували «Сьохо», внаслідок атаки на політну палубу «Сьохо» попали дві 454-кг бомби. Авіаносець, що втрачав хід, став легкою мішенню для бомб та торпед. Згідно з японськими документами, ще 11 бомб та 7 торпед влучили в корабель, і «Сьохо» охопило полум'я.

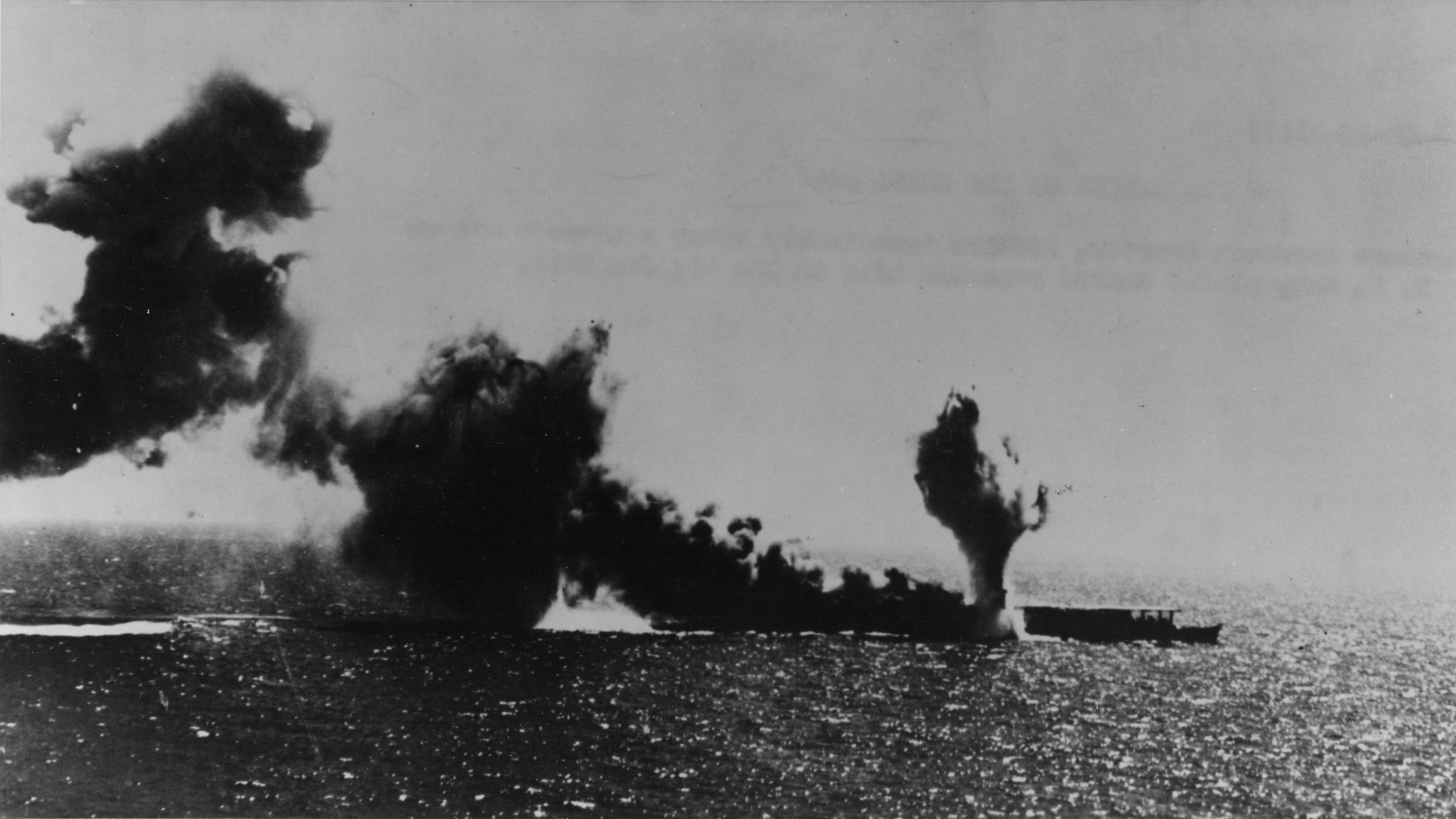
Вибух торпеди, яка влучила в «Сьохо»

Через шість хвилин після того, як полетів останній американський літак, був відданий наказ покинути корабель, і о 10:35 палаючий авіаносець перевернувся та затонув.
На борту корабля перебувало близько 800 осіб, з них тільки 255 були врятовані.
«Сьохо» став першим потопленим японським авіаносцем.